# Villa Santa Rosa
Villa Santa Rosa est une ville et le chef-lieu du de Veinticinco de Mayo, dans la province de San Juan en Argentine. Elle est située au sud-est du Valle del Tulum, l'oasis de la région.